# Казахский музыкально-драматический театр им.Ж.Аймауытова
Павлодарский областной казахский музыкально-драматический театр им. Ж. Аймауытова — один из ведущих развивающихся театров Казахстана. Театр был открыт 7 декабря 1990 года.

## История
История казахского национального театрального искусства в Павлодаре началась в 1938 году, когда на базе Куйбышевского драматического клуба реки Иртыш был открыт Казахский драматический театр. Первым его спектаклем была комедия Мухтара Ауэзова Айман — Шолпан. Однако, несмотря на стабильный репертуар и популярность, спустя десять лет театр закрылся. Театр вновь открылся 7 декабря 1990 года. Сразу после открытия театру присвоено имя Жусупбека Аймаутова. Презентация началась со спектакля «Айман-Шолпан» (в постановке Заслуженного деятеля РК, лауреата Государственной премии РК Ерсайына Тапенова). 
В 1990 году по приглашению акима Павлодарской области в создании Аймаутовского театра активное участие приняли заслуженный деятель культуры РК, лауреат Государственной премии, главный режиссёр Ерсайын Тапенов, Сетжан и Роза Тажибаевы, Сансызбай и Алма Бекболатовы, Амангельды Жуке, Мухтар Манапов из Жезказганского театра. Затем театр пополнился талантливыми выпускниками Казахского института искусств. В театре работает симфонический оркестр.

## Труппа
1. Тажибаев Сейитжан — обладатель медали «Ерен еңбегі үшін»
2. Тажибаева Рауза Ильясовна — Заслуженная артистка Республики Казахстан
3. Атамбек Талжибек Жумадиловна — обладатель знака «Мәдениет қайраткері»
4. Курбанова Бахаргуль — обладатель знака «Мәдениет қайраткері»
5. Таспаева Акык Кабдуллаевна обладатель знака «Мәдениет қайраткері» и медали «Ерен еңбегі үшін»
6. Жексембаева Карлыгаш Канапиякызы — обладатель знака «Мәдениет қайраткері»
7. Шаним Бейбит Каримович — обладатель знака «Мәдениет қайраткері»
8. Доспаев Жумахан Рыскулович — обладатель знака «Мәдениет қайраткері»
9. Каирбекова Гульжан Мырзабаевна — обладатель знака «Мәдениет қайраткері»
10. Адил Даурен — Заслуженный деятель РК и др.

## Награды и премии
• На международном фестивале национальных театров в Египте в 1995 и 2008 годах актёры театра стали лауреатами
• В 2001 году в Бишкеке на международном конкурсе исполнителей в номинации «Лучшая мужская роль» победил актёр театра Б. Шаким
• В 2008 по итогам XVI Республиканского театрального фестиваля, посвященного 80-летию Н. Жантурина, занял первое место
• Коллектив театра гастролировал в Москве, Петербурге, Алматы, Кокшетау, Караганде, Жезказгане, Актау, Шымкенте, Астане, Новосибирске, Омске, Талдыкоргане, Петропавловске. Он стал лауреатом VII Международного фестиваля творческих молодёжных коллективов «Шабыт», выступал в Каире в рамках Международного фестиваля экспериментальных театров.

## Текущий репертуар
1. «Ерте ояндым, ойландым…» авт. М.Ауезов
2. «Балалық шаққа саяхат» авт. Б. Сокпакбаев
3. «Венециялық егіздер» авт. К.Гольдони
4. «Сараң» авт. Мольер
5. «Күзгі оқиға» авт. А.Николай
6. «Жыр жазамын жүрегімнен»
7. «Қозы Көрпеш — Баян сұлу» авт. М.Ауезов
8. «Табалдырығыңа табын» авт. Т.Нурмагамбетов
9. «Пай-пай, жас жұбайлар-ай!» авт. М. Хасенов
10. «Ақ кеме» авт. Ч.Айтматов
11. «Ғашықтар хикаясы» авт. К.Жунисов
12. «Малайсары Тархан» авт. Ж.Артыкбаев
13. «Қара шекпен» авт. Г.Хугаев
14. «Ғасыр қасіреті» авт. Р.Отарбаев
15. «Әбілмансұр, Сабалақ, Абылай» авт. Г. Ештанаев, Р. Ыбыраева
16. «Қылмыскерлер» авт.
17. «Қара көзілдірікті келіншек» авт. С. Олжабай
18. «Адасқандар» авт. С.Муканов"
19. «Қызыл алма» авт. Е.Кушуактов"
20. «Досымның үйленуі» авт. К.Аманжолов
21. «Филумена Мартурано» авт. Эдуардо де Филиппо
22. «Ең әдемі келіншек» авт. С.Балгабаев
23. «Шытырман оқиға»
24. «Мұрагерлер» авт. Д.Исабеков
25. «Бір түп алма ағашы» авт. А.Оразбеков
26. «Атау-кере» авт. О.Бокей
27. «Метранпаж деген не?» авт. А.Вампилов
28. «Ақнұр» авт. А.Уалиханов
29. «Қысылғаннан қыз болдық» авт. С.Жунисов
30. «Күшік күйеу» авт. Т.Ахтанов
31. «Келіндер көтерілісі» авт. С.Ахмад
32. «Өмір сүргім келеді» авт. Т.Рахишева
33. «Болмаған оқиға» авт. М.Ладо
34. «Баянсыз бақ» авт. В.Дельмар
35. «Тіл табысқандар» авт. М.Шикымбаев
36. «Күйеуге қашқан кемпірлер» авт. Ф.Буляков
37. «Арқалық батыр» авт. Ж.Шанин
38. «Қылкөпір» авт. К.Ыскак и др.